# 弗鲁塔尔
弗鲁塔尔是巴西米纳斯吉拉斯州的一个市镇。总面积2429.679平方公里，总人口54094人，人口密度22.3人/平方公里。